# Diagrama de bloques funcional

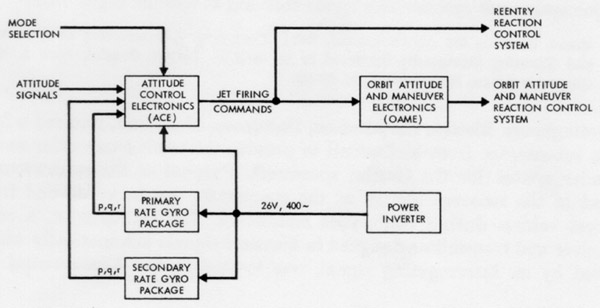
diagrama de bloques funcional del control de actitud y las maniobras sistema electrónico de la nave espacial Gemini, junio de 1962.

Un diagrama de bloques funcional o diagrama de bloques de procesos es la representación gráfica de los diferentes procesos de un sistema y el flujo de señales donde cada proceso tiene un bloque asignado y éstos se unen por flechas que representan el flujo de señales que interaccionan entre los diferentes procesos.
Las entradas y salidas de los bloques se conectan entre sí con líneas de conexión o enlaces. Las líneas sencillas se pueden utilizar para conectar dos puntos lógicos del diagrama, es decir:
- Una variable de entrada y una entrada de un bloque
- Una salida de un bloque y una entrada de otro bloque
- Una salida de un bloque y una variable de salida

Se muestran las relaciones existentes entre los procesos y el flujo de señales de forma más realista que una representación matemática.
Del mismo modo, tiene información relacionada con el comportamiento dinámico y no incluye información de la construcción física del sistema.
Muchos sistemas diferentes se representan por el mismo diagrama de bloques, así como diferentes diagramas de bloques pueden representar el mismo sistema, desde diferentes puntos de vista.

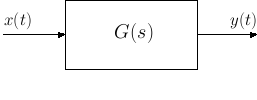
Bloque de modelo matemático.

En los diagramas de bloques funcionales se pueden describir el comportamiento de sistemas físicos o reales descritos por un modelo matemático no obstante es muy importante utilizar estos diagramas. Estos diagramas y sus relaciones están definidas y tienen reglas básicas que mejoran el análisis mediante su comprensión. Un modelo matemático lineal en el dominio de la frecuencia puede tener representación mediante los elementos que se describen a anteriormente.